# Leptapoderus balteatus
Leptapoderus balteatus es una especie de coleóptero de la familia Attelabidae.

## Distribución geográfica
Habita en la China, Japón, Corea y Rusia.